# ロートパゴス族

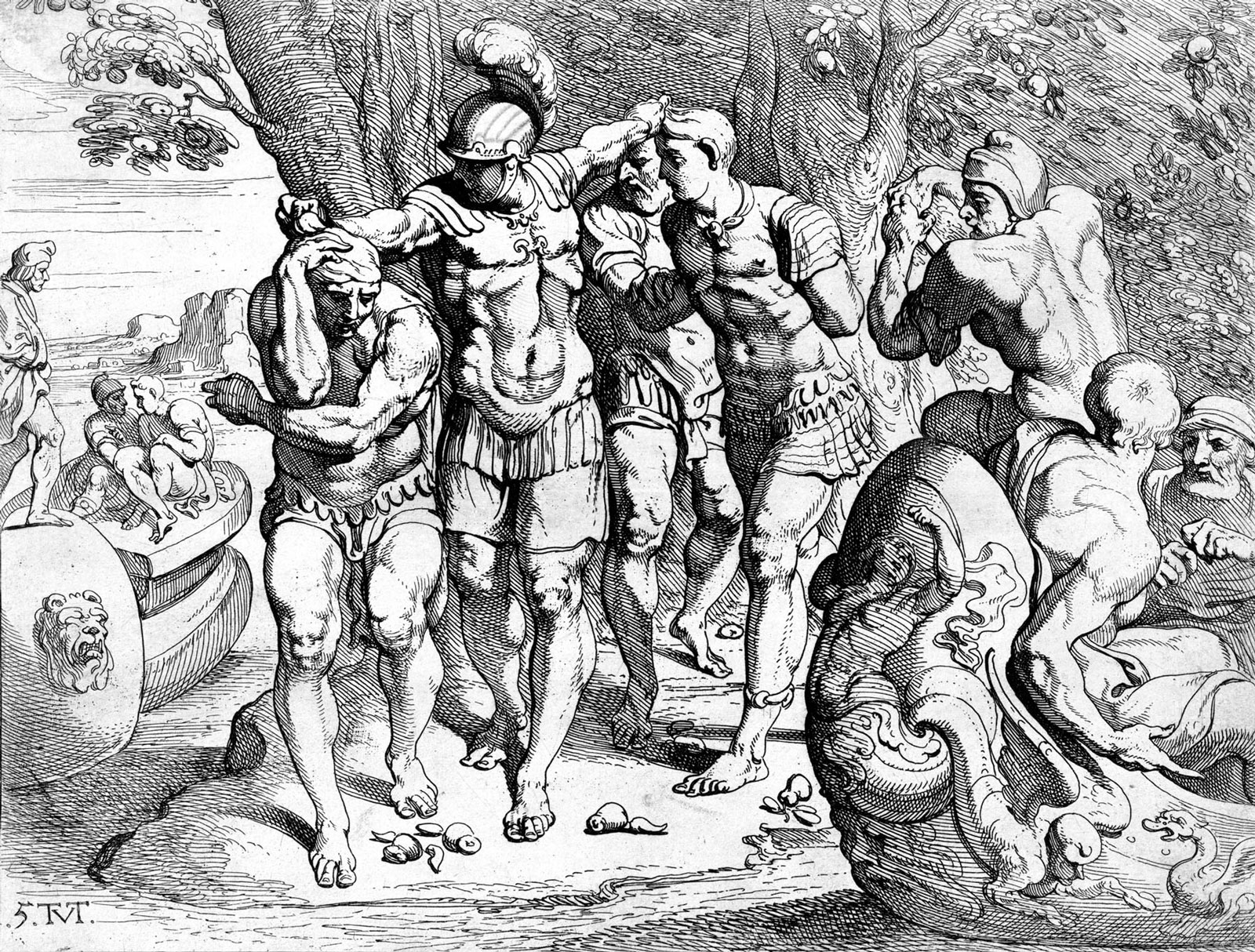
ロートパゴス族のもとから部下たちを連れ戻すオデュッセウス。

ロートパゴス族（古希: Λωτοφάγος、古代ギリシア語ラテン翻字: Lōtophágos）、複数形ロートパゴイ（古希: Λωτοφάγοι、古代ギリシア語ラテン翻字: Lōtophágoi）は、ギリシア神話の伝説的な民族である。長母音を省略してロトパゴス族、ロトパゴイとも表記される。
ロートパゴスとはロートス食いの意で、ロートスの木というナツメに似た木の果実を食べて生活していたことからこの名がある。ロートパゴス族は平和的な人々で、オデュッセウスはトロイアから帰国するさいにロートパゴス族の土地を訪れたといわれる。
『オデュッセイア』によれば、トラーキアのイスマロスを出航したオデュッセウスの船団はキュテラ島付近で北風と波によって航路を外れてしまい、ロートパゴス族の土地に漂着した。そこでオデュッセウスは部下に土地を探索させたが、ロートパゴス族と遭遇した部下たちは彼らからロートスの果実をもらって食した。ところがロートスがあまりに美味だったので、それを食べた部下はみなオデュッセウスの命令も望郷の念も忘れてしまい、この土地に住みたいと思うようになった。このためオデュッセウスは嫌がる部下たちを無理やり船まで引きずって行き、他の部下がロートスを食べないうちに出航した。
ヘーロドトスはロートパゴス族はリビアの西部に住み、彼らが食べるロートスの実はナツメヤシのような味だったと述べている。ちなみにロートパゴス族の近隣に住んでいたマクリュエス族もロートスの実を食べたという。
ヒュギーヌスによれば、ロートパゴス族が食べるのは果実ではなく花である。